# Siljevica
Pour l’article homonyme, voir Siljevica (Podujevo).
Siljevica (en serbe cyrillique : Сиљевица) est un village de Serbie situé dans la municipalité de Rekovac, district de Pomoravlje. Au recensement de 2011, il comptait 121 habitants.

## Démographie
| 1948 | 1953 | 1961 | 1971 | 1981 | 1991 | 2002 | 2011 |
| ---- | ---- | ---- | ---- | ---- | ---- | ---- | ---- |
| 757  | 736  | 645  | 501  | 328  | 231  | 165  | 121  |

|  |